# Les Vigneaux
Les Vigneaux település Franciaországban, Hautes-Alpes megyében. Lakosainak száma 515 fő (2022. január 1.). Les Vigneaux L’Argentière-la-Bessée, Puy-Saint-Vincent, Saint-Martin-de-Queyrières és Vallouise-Pelvoux községekkel határos.

## Népesség
A település népességének változása:
| Lakosok száma | 208  | 244  | 346  | 453  | 491  | 521  | 534  | 542  | 532  | 515  |
|               | 1968 | 1982 | 1990 | 2006 | 2013 | 2015 | 2017 | 2019 | 2020 | 2022 |